# Rémy Belvaux
Rémy Belvaux (* 10. November 1966 in Namur, Belgien; † 4. September 2006 in Orry-la-Ville, Frankreich) war ein belgischer Schauspieler, Filmregisseur und Drehbuchautor.
Rémy Belvaux begann seine Karriere mit der Realisierung von Werbefilmen für das Unternehmen Quad Productions. Er galt dort als einer der aktivsten und schöpferischsten Regisseure überhaupt, indem er eine beeindruckende Anzahl von Werbespots in insgesamt zehn Jahren umsetzte. Im Jahre 1992 realisierte er zusammen mit André Bonzel den Spielfilm Mann beißt Hund. Am 4. Februar 1998 verübte er an der Seite von Noël Godin ein Tortenattentat auf Bill Gates. Bereits 2004 galt er, zusammen mit Bruno Aveillan von Philippe André und Frédéric Planchon, als einer der besten  Regisseure in der französischsprachigen Werbebranche. Im Jahre 2005 erhielt er beim Festival de la Publicité de Méribel mehrere Auszeichnungen und im selben Jahr den Lion d'Argent auf dem Festival international de la Publicité de Cannes.
Rémy Belvaux nahm sich am 4. September 2006 im Alter von 39 Jahren das Leben.

## Filmografie (Auswahl)
- 1987 No C4 for Daniel-Daniel (Kurzfilm)
- 1992 Mann beißt Hund